# Originea africană recentă a oamenilor moderni
Originea africană recentă a oamenilor moderni este în paleoantropologie modelul principal care descrie originea și dispersarea timpurie a omului modern anatomic. Teoria este adesea numită în presa populară modelul „Out-of-Africa” (nume ce face referință la filmul american Out of Africa, realizat de Sydney Pollack în 1985 după romanului autobiografic Ferma africană al scriitoarei daneze Karen Blixen) și este cunoscută în mediul universitar ca ipoteza originii unice recente (recent single-origin hypothesis), ipoteza înlocuirii (replacement hypothesis) și modelul originii africane recente (recent African origin model). Ipoteza ce presupune că oamenii au o singură origine (monogeneza) a fost publicată de Charles Darwin în Descendența omului (1871). 
Conceptul a fost speculativ până în anii 1980, când a fost confirmat de studiul ADN-ului mitocondrial al indivizilor trăind în zilele noastre, coroborat cu dovezi bazate pe antropologia fizică a speciilor arhaice. Conform dovezilor genetice și paleontologice, Homo sapiens arhaic a evoluat către omul modern anatomic numai în Africa, între 200.000 și 100.000 de ani în urmă, o ramură a acestei populații părăsind Africa acum aproximativ 60.000 de ani și, în timp, înlocuind populațiile anterioare de hominide, cum ar fi Homo neanderthalensis și Homo erectus. 
Originea recentă unică a omului modern în Africa de Est este poziția consensuală[A] general acceptată de comunitatea științifică.
Cu toate acestea, secvențierea completă recentă a genomului omului de Neanderthal sugerează că neandertalienii și unii oameni moderni împărtășesc un fond genetic comun ancestral. Autorii studiului sugerează că descoperirile lor sunt compatibile cu prezența, în unele populații, de până la 4% din genomul neandertalienilor. De asemenea, studiul sugerează că pot exista și alte motive pentru care oamenii actuali și neanderthalienii împărtășesc un fond genetic comun.
Ipoteza concurentă este cea a originii multiregionale a oamenilor moderni. Cercetători ce susțin această ipoteză consideră că migrația originală Out-of-Africa a fost cu mult mai precoce, la două milioane de ani în urmă, și că în acest caz cel care a migrat a fost Homo erectus și nu Homo sapiens. 

## Istoria teoriei

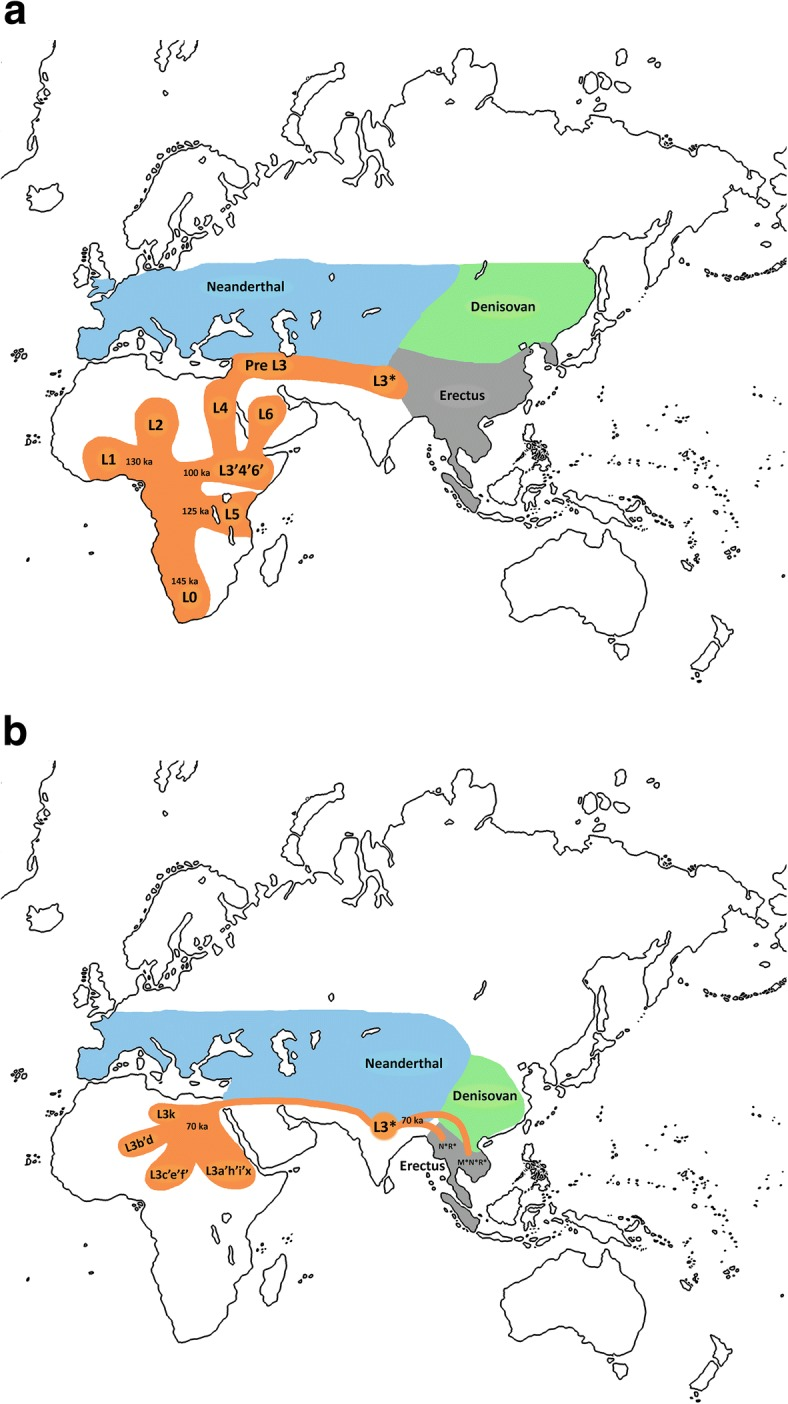
Istoria Teoriei. Originea africană recentă a oamenilor moderni.

Odată cu dezvoltarea antropologiei în secolul al XIX-lea, dezacorduri au apărut între oamenii de știință cu privire la diferitele teorii referitoare la evoluția umană. În timp ce unii dintre aceștia, cum ar fi Johann Friedrich Blumenbach și James Cowles Pritchard, apreciau că diferitele rase umane sunt varietăți ce au o ascendență comună, adversarii lor, cum ar fi Louis Agassiz și Josiah C. Nott, susțineau poligenismul, fie ca o dezvoltare separată a raselor umane ca specii diferite, fie ca o dezvoltare de specii distincte prin evoluția unor specii de maimuțe, fără nici un strămoș comun.
Charles Darwin a fost printre primii care a propus o descendență comună a organismelor vii și care a sugerat că toți oamenii au strămoși comuni care au trăit în Africa. În cartea Descendența Omului (Descent of Man), el a emis ipoteza că oamenii se trag din maimuțe ce aveau încă un creier mic, dar care se deplasau în poziție verticală, eliberându-și astfel mâinile pentru utilizări ce au favorizat dezvoltarea inteligenței. Mai mult, el era convins că aceste maimuțe au trăit în Africa:
„In each great region of the world the living mammals are closely related to the extinct species of the same region. It is, therefore, probable that Africa was formerly inhabited by extinct apes closely allied to the gorilla and chimpanzee; and as these two species are now man's nearest allies, it is somewhat more probable that our early progenitors lived on the African continent than elsewhere. But it is useless to speculate on this subject, for an ape nearly as large as a man, namely the Dryopithecus of Lartet, which was closely allied to the anthropomorphous Hylobates, existed in Europe during the Upper Miocene period; and since so remote a period the earth has certainly undergone many great revolutions, and there has been ample time for migration on the largest scale.”—Charles Darwin, Descent of Man
Prezicerea sa a fost perspicace, deoarece la acel moment, în 1871, nu existau practic fosile disponibile aparținând vechilor hominizii. Aproape cincizeci de ani mai târziu, ipoteza lui Darwin a fost confirmată atunci când antropologii au început să descopere în mai multe zone din Africa numeroase fosile de hominizi cu creier mic.
Concepțiile din antropologie au pivotat pe la mijlocul secolului 20 în favoarea monogenismului. Totuși, susținători izolați ai poligenismului au mai existat și după mijlocul secolul 20, cum ar fi Carleton Coon, care a emis în 1962 ipoteza că specia Homo sapiens ar fi evoluat din Homo erectus în cinci locuri separate în cinci momente diferite. „Originea africană recentă” a omului modern înseamnă „origine unică” (monogenism) și a fost folosit, în diverse contexte, ca antonim al termenului de poligenism.
Odată cu apariția arheogeneticii în anii 1990, oamenii de știință au reușit să dateze migrația „Out-of-Africa” cu o anumită precizie. În anul 2000, secvența ADN-ul mitocondrial (ADNmt) al fosilei „Omul din Mungo” (Mungo Man) din Australia a fost publicată. Aceste rezultate, ce au fost ulterior puse la îndoială au fost însă susținute de către W. James Peacock, șeful echipei care a secvențiat ADN-ul mitocondrial al „Omului din Mungo”. 
Întrebarea dacă există o moștenire în fondul genetic al Homo sapiens provenind de la alte subspecii tipologice (nu de facto) de Homo este încă dezbătută.

## Homo sapiensarhaic
Omul modern din punct de vedere anatomic își are originea în Africa aproximativ 250.000 de ani în urmă. Tendința la mărirea volumului cranian și elaborarea de unelte de piatră (tehnologia acheuleană) care au avut loc între aproximativ 400.000 de ani în urmă și a doua perioadă interglaciare în Pleistocenului Mijlociu (aproximativ 250.000 de ani în urmă) oferă dovezi în favoarea unei tranziții de la Homo erectus la Homo sapiens. [Citare ] Conform modelului originii africane recente, migrația în interiorul și în afara Africii a înlocuit în cele din urmă populațiile de Homo erectus dispersate anterior.
Homo sapiens idaltu, ale cărui fosile au fost găsit la Middle Awash din Etiopia, a trăit acum aproximativ 160.000 de ani. Este cel mai vechi om modern din punct de vedere anatomic cunoscut și este clasificat ca o subspecie disparută. Fosile aparținând lui Homo sapiens arhaic au fost găsite în peștera Qafzeh din Israel și au fost datate la aproximativ 80.000 - 100.000 de ani în urmă. Cu toate acestea, acești oameni fie că au dispărut ori s-au retras spre Africa acum 70.000 - 80.000 de ani în urmă, fie au fost înlocuiți de oamenii de Neanderthal ce s-au refugiat spre sud părăsind regiunile reci ale Europei în timpul epocii glaciare. Hua Liu et al., analizând markeri microsateliți autozomali, datează la aproximativ 56.000 ± 5.700 ani în urmă ADN-ul mitocondrial fosil (de verificat în articol căci markeri autozomali și ADNmt !). Ei interpretează fosilele omului modern timpuriu din peștera Qafzeh ca o ramură timpurie izolată, care ulterior s-a retras înapoi în Africa.
Toate celelalte fosile de om modern găsite în afara Africii au fost datate la perioade mai recente. Cele mai vechi fosile bine datate găsite în afara Africii sunt cele de la Lacul Mungo (Lake Mungo), Australia, ce au fost datate la aproximativ 42.000 ani în urmă.  Fosilele din peștera Tianyuan din regiunea Liujiang (China) sunt datate în perioada 38.000 și 42.000 de ani în urmă de unii cercetători. Ele sunt cele mai similare din punct de vedere morfologic cu omul fosil din Minatogawa (Minatogawa Man) descoperit pe insula Okinawa din Japonia, om modern din punct de vedere anatomic ale cărui fosile au fost datate între 17.000 și 19.000 de ani în urmă.
Ipoteza răspândirii tardive în afara Africii a omului anatomic modern este contrazisă de rezultatele obținute de un alt grup de cercetători care datează fosilele omului din Liujang la aproximativ 111.000 - 139.000 ani în urmă. 
Începând cu aproximativ 100.000 de ani încep să apară dovezi ce demonstrează o tehnologie sofisticată și prezența preocupărilor artistice, iar cu 50.000 de ani în urmă comportamentul modern al speciei umane devine evident. Instrumentele de piatră arată prezența de modele care sunt reproduse sau duplicate cu mai multă precizie, în timp ce instrumentele din os și corn de cerb își fac apariția pentru prima dată.

## Reconstituirea genetică
Două regiuni ale genomului uman sunt utile în descifrarea istoriei umane, ADN-ul mitocondrial și cromozomul Y, singurele regiuni ale ale genomului care transmise intacte și nu sunt recombinate de mecanismele evolutive care generează diversitatea la fiecare nouă generație[B]. Conform ipotezei, toți oamenii astăzi în viață au moștenit același genom mitocondrial  de la o ipotetică femeie care a trăit în Africa cu circa 160.000 de ani în urmă, femeie numită cel mai recent stămoș matrilinear comun sau, în mod alegoric, Eva mitocondrială. Toți bărbații din zilele noastre au moștenit cromozomul Y de la un bărbat ipotetic care a trăit acum 60.000 de ani, probabil în Africa numit cel mai recent stămoș patrilinear comun sau Adam cu cromozomul Y. Ipoteza actuală, bazată pe compararea autozomilor cu cromozomii sexuali, este că un număr mai mare de bărbați decât de femei a participat la exodul care a condus populația umană arhaică în afara Africii.

### ADN-ul mitocondrial

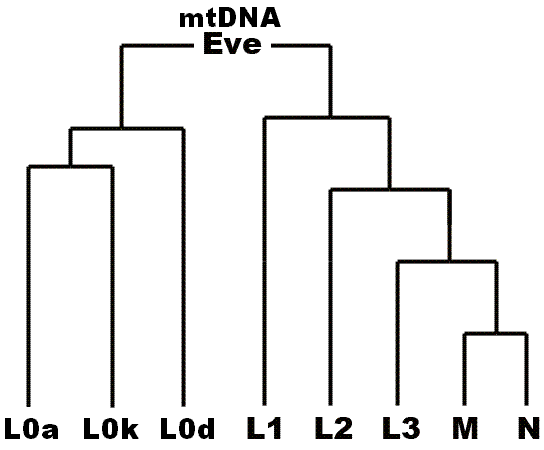
Filogenia simplificată a haplogrupurilor mitocondriale. Haplogrupurile L0, L1, L2 și L3 sunt, în mare parte, limitate la populația africană iar haplogrupurile M și N caracterizează populația umană din afara Africii.

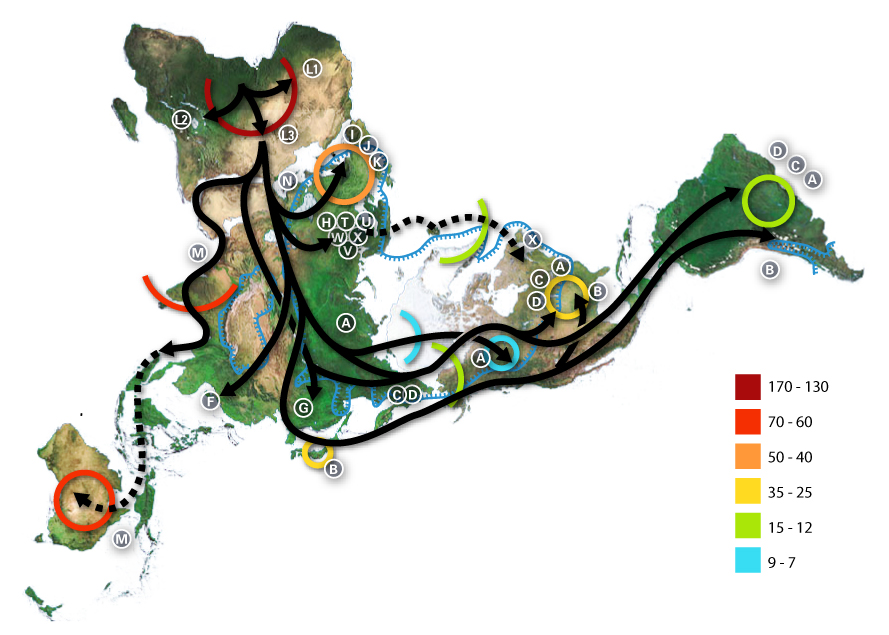
Un model al migrațiilor umane bazat pe analiza ADN-ului mitocondrial

Prima linie care s-a ramificat de la Eva mitocondrială este haplogroupul L0[C]. Acest haplogroup se găsește în proporții mari în populațiile San din Africa de Sud, Sandawe din Africa de Est și pigmeii Mbuti din Congo.  Aceste grupuri s-au ramificate în etapa precoce de evoluție a umanității și de atunci au rămas relativ izolate genetic. Haplogrupurile L1, L2 și L3 au derivat din macrohaplogrupul L1-6 și sunt în mare parte limitate la populația africană. Macrohaplogrupurile M și N, linii ce caracterizează populația umană din afara Africii, au derivat din haplogrupul L3.

### ADN-ul cromozomului Y
Mutațiile ce definesc macrohaplogroupul CT (toate haplogrupurile cromozomului Y cu excepția haplogrupurilor A și B) sunt anterioare migrației Out-of-Africa. Macrohaplogroupul DE, ce derivă din macrohaplogroupul CT, are o distribuție limitată la Africa. Mutațiile care disting haplogroupul C de toate celelalte haplogrupuri derivate din macrohaplogrupul CR au apărut cu aproximativ 60.000 de ani în urmă, la scurt timp după prima migrației în afara Africii. 
Haplogroupul F a apărut cu aproximativ 45.000 de ani în urmă, fie în Africa de Nord (caz în care ar indica un al doilea val de migrație în afara Africii) sau în Asia de Sud. Mai mult de 90% dintre bărbații care nu sunt nativi din Africa sunt descendenți direcți pe linie masculină ai primilor purtători ai haplogroupului F. 

### Analiza genomului
Deși ADN-ul mitocondrial și al cromozomului Y este deosebit de util în descifrarea istoriei umanității, date suplimentare au fost obținute prin studiul genomului a zeci de grupuri aparținând unor populații diferite. În iunie 2009, a fost publicată o analiză pangenomică a polimorfismelor de tip SNP (Single Nucleotide Polymorphisms) identificate la 1.138 de indivizi neînrudiți în faza a doua a proiectului internațional HapMap și în eșantioanele recoltate de CEPH (Centre d’Etude des Polymorphismes Humains) în scopul studierii variabilității genomului uman (CEPH Human Genome Diversity Panel) Înainte de realizarea acestei analize, cercetătorii în genetica populațiilor se așteptau să găsească diferențele importante între grupurile etnice, cu prezența de alele derivate comune unor grupuri însă cu frecvență redusă sau inexistente în alte grupuri. Studiul datelor obținute de HapMap și CEPH privind 53 de populații a arătat că grupurile de populații studiate se împart în doar trei grupe genetice: africani, eurasiatici (care include nativii din Europa și Orientul Mijlociu și nativii din Asia de Sud-Vest, la estul Pakistan-ului actual) și est-asiaticii (care include nativii din Asia, Japonia, Asia de Sud, America și Oceania). Acest studiul a stabilit că multe dintre diferențele observate între grupurile etnice pot fi atribuite derivei genetice, populația africană modernă având cea mai mare diversitate genetică în comparație cu celelalte două grupuri genetice, iar eurasiaticii actuali având o diversitate genetică mai mare decât cea a locuitorilor actuali din Asia de Est. Studiul a sugerat că selecția naturală ar modifica genomul uman mult mai lent decât se credea anterior, alți factori cum ar fi migrația intra și intercontinentală având o influență cu mult mai mare asupra distribuției variației genetice.

## Exodul din Africa

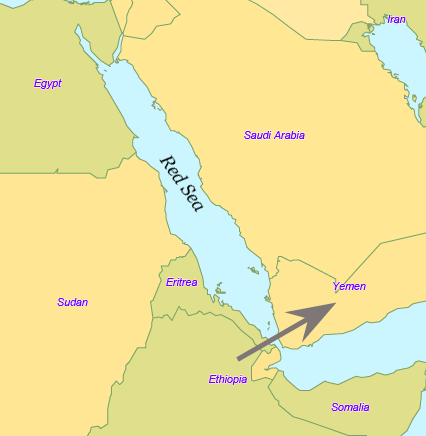
Traversarea Mării Roșii la nivelul strâmtorii Bab el-Mandeb.

Cu aproximativ 70.000 de ani în urmă, o parte din populația purtătoare a haplogrupului L3 a migrat din Africa de Est către Orientul Apropiat. Schimbarea condițiilor climatice, ce au transformat deșertul Sahara într-o regiune fertilă (teoria pompei sahariene), a permis deschiderea unui coridor spre nord ce a favorizat migrația unor grupuri umane.
Pe baza faptului că numai descendenți ai haplogrupului L3 au fost identificați în afara Africii, unii oameni de știință consideră că doar un grup restrâns de persoane a părăsit Africa într-o migrație unică, ulterior populând restul lumii. Alții cercetători consideră că au existat mai multe valuri migratorii. Astfel, Wells consideră că prima migrație a fost efectuată de-a lungul coastei de sud a Asiei și că, traversând o întindere de apă de 250 km, a colonizat Australia cu aproximativ 50.000 de ani în urmă. Aborigenii din Australia ar fi descendenți ai primului val migrator.
S-a estimat că dintr-o populație africană de aproximativ 2.000 - 5.000 de indivizi, doar un mic grup, de aproximativ 150 de oameni, a traversat Marea Roșie. Această concluzie este justificată de identificarea în afara Africii a unor haplogrupurilor ce herivă numai dintr-un singur haplogrup din cele prezente în Africa (haplogrupul L3). Dacă ar fi existat mai multe migrații ar fi fost de așteptat identificarea în afara Africii a mai multor linii mitocondriale derivând din diferite haplotipuri africane. Haplotipurile M și N, derivate din L3, se găsesc cu o frecvențe foarte scăzută în Africa (deși haplogroupul M1 este foarte vechi și a apărut în Africa de Nord și în regiunea cornului Africii) și par a fi introduse recente. O explicație posibilă este faptul că aceste mutații au avut loc în Africa de Est cu puțin timp înainte de migrație și, printr-un efect de fondator, ele au devenit haplogrupul dominantă după exodul din Africa. Într-o ipoteză alternativă, mutațiile s-ar fi produs la scurt timp după migrarea în afara Africii.

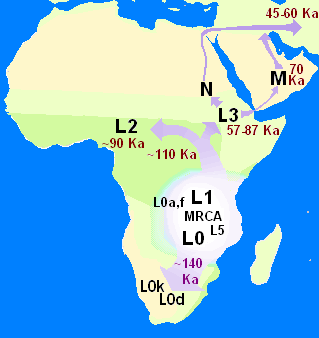
Modelul disperiilor multiple cu cele două căi de migrație: calea spre est, prin traversarea Mării Roșii, și calea spre nord, urmând Nilul și traversând Sinaiul (Ka = 1.000 de ani).

Alți oameni de știință au propus o ipoteză alternativă, modelul disperiilor multiple, în care ar fi existat două migrații din Africa:
- o migrație ce a traversat Marea Roșie și a continuat de-a lungul malului mării până în India (drumul de țărm) și care ar fi reprezentată de haplogroupul M;
- o altă migrație, plecând din Africa de Est, ar urmat cursul fluviului Nil spre nord și ar fi pătruns în Asia travesând Sinaiul. Acest grup, reprezentat de haplogroupul N, s-ar fi ramificat apoi în mai multe direcții, unii deplasându-se spre Europa și alții îindreaptându-se spre est și colonizând Asia.

Această ipoteză încearcă să explice de ce haplogroupul N este predominant în Europa în timp ce haplogroupul M este absent. Se presupune că dovezile migrației pe malul mării au fost distruse de creșterea nivelului mării din Holocen.
Alternativ, populația europeană ar fi fost fondată de o populație de talie mică ce poseda ambele haplogroupuri, M și N, haplogroupul M pierzându-se ulterior datorită derivei genetice determinate de o reduce importantă a numărului de indivizi ai populației (fenomene numite efectul „gâtului de sticlă” și efectul de fondator).
Astăzi, Marea Roșie are o lățime de aproximativ 20 km la nivelul strâmtorii Bab el-Mandeb, însă acum 50.000 de ani lățimea ei era mai mică deoarece nivelului mării era situat cu 70 de metri mai jos. Deși strâmtoarea nu au fost niciodată complet închisă, traversarea ei cu ajutorul unor simple plute ar fi putut fi favorizată de existența unor insule.
Prezența unor grămezi de cochilii vechi de 125.000 ani găsite în Eritreea  arată că alimentația primilor oameni includea animale marine culese pe malul mării.

## Extinderea ulterioară

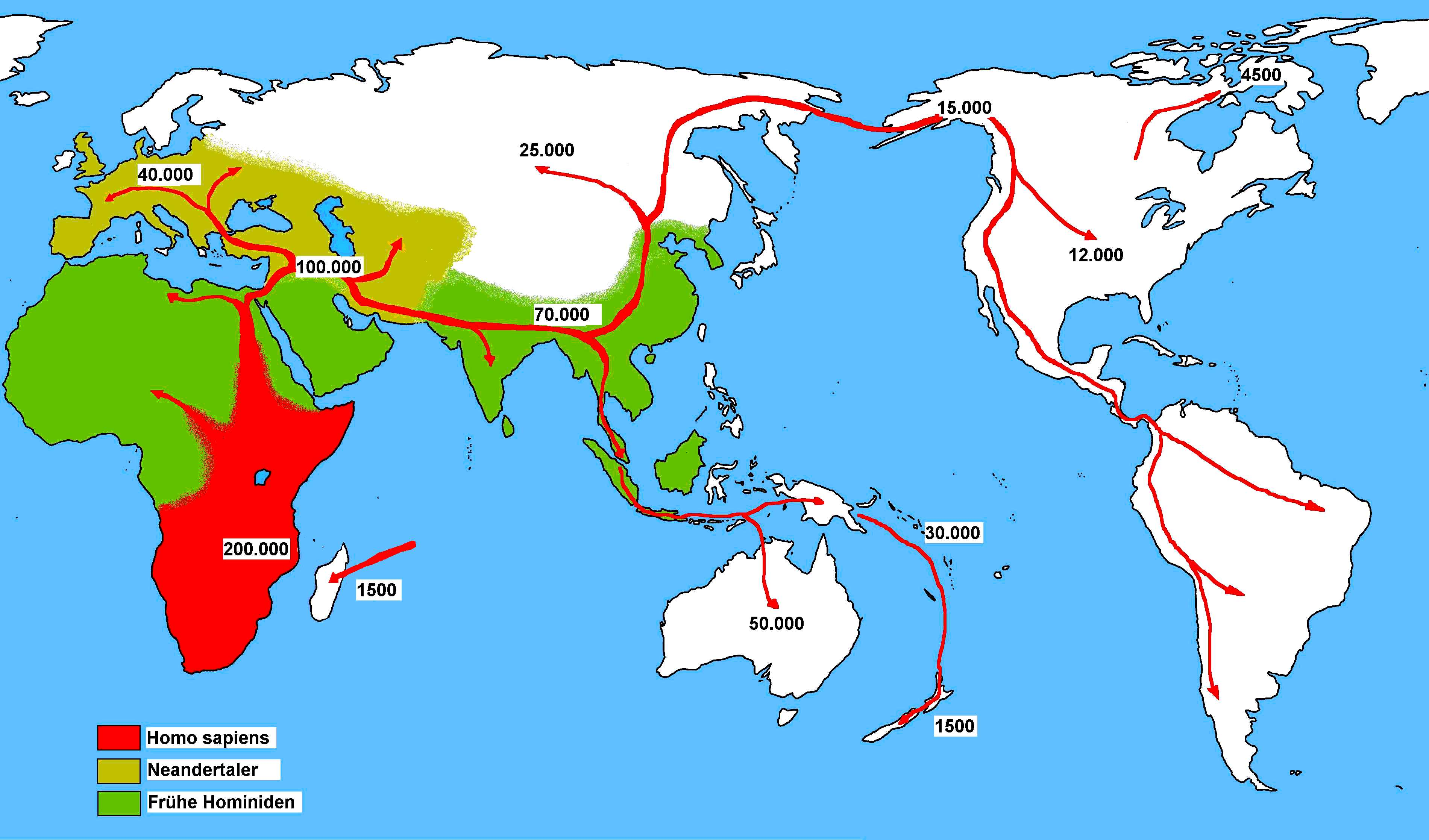
Harta primelor migrații umane

Având ca punct de plecare Orientul Apropiat, aceste populații s-au răspândit, în urmă cu 50.000 de ani, în Asia de Sud. Răspândirea ulterioară în Australia, acum 40.000 de ani, a marcat momentul în care Homo sapiens a colonizat, pentru prima dată, un teritoriul niciodată atins de către Homo erectus. Europa a fost populată de către omul de Cro-Magnon cu aproximativ 40.000 de ani în urmă iar primii reprezentanți ai omului modern din punct de vedere anatomic au ajuns în Asia de Est (Coreea, Japonia) acum 30.000 de ani. Părerile sunt împărțite privind momentul colonizării ulterioare a Americii de Nord : fie cu aproximativ 30.000 de ani în urmă, fie considerabil mai târziu, cu doar aproximativ 14.000 de ani în urmă.
Grupul care a traversat Marea Roșie a călătorit de-a lungul litoralului traversând Peninsula Arabică și Persia pentru a ajunge în India, care pare a fi primul punct de soluționare majore. Haplogrupul M are o frecvență ridicată de-a lungul regiunilor litorale sudice din Pakistan și India și are cea mai mare diversitate în India, indicând posibilitatea ca mutația să se fi produs aici.
Șaizeci la sută din populația indiană aparține haplogroupului M. Populațiile indigene din Insulele Andaman aparțin, de asemenea, la liniei M. Datorită izolării prelungite față de populațiile din continentul Asiatic, populația andamaneză poate fi considerată ca descendentă a celor mai vechi locuitori din Asia. Ei sunt o dovadă a traseului litoral urmat de primii colonizatori care s-a extins ulterior, de-a lungul litoralului tailandez și indonezian, din India până în Papua-Noua Guinee. Deoarece haplogrupul M se găsește cu frecvență ridicată la locuitorii regiunilor muntoase din Noua Guinee și deoarece atât locuitorii insulelor Andaman cât și cei din Noua Guinee au pielea închisă la culoare și părul cu o textură de tip african, unii oameni de știință cred că aceste populații fac parte din același val de migranți care au traversat Marea Roșie acum aproximativ 60.000 de ani realizând ceea ce este numită uneori Marea Migrație Litorală (Great Coastal Migration în engleză). În mod remarcabil, rezultatele obținute de Harding et al. (2000, p. 1355) arată că, cel puțin în ceea ce privește culoarea închisă a pielii, haplotipul dominant al genei MC1R în Papua-Noua Guinee (una din numeroasele gene implicate în sinteza melaninei) este identic cu cel al populației africane (conținând o singură mutație silențioasă). Astfel, deși aceste grupuri se disting de populația africană la nivelul altor loci (datorită derivei genetice, efectului gâtului de sticlă, etc.), este evident că selecția pentru caracterul închis la culoare al pielii a continuat și după exodul din Africa (cel puțin pentru gena MC1R). Acest lucru ar susține ipoteza ce sugerează că populația inițială ce a părăsit Africa era asemănătoare cu populația africană dinaintea migrației (cel puțin în ceea ce privește culoarea pielii) și că resturile acestui fenotip ancestral pot fi observate în zilele noastre în populațiile contemporane din Africa, insulele Andaman și Noua Guinee. Această ipoteză este contrazisă de unii cercetători care sugerează că asemănarile fizice cu populația africană ar putea fi rezultatul unei evoluții convergente. 
Din Peninsula Arabică spre India, proporția haplogroupului M crește dinspre vest spre est, în estul Indiei raportul M/N fiind de 3:1. Cu toate acestea, în Asia de Est haplogroupul N reapare ca linie dominantă. Haplogrupul M este predominant în Asia de Sud-Est însă printre indigenii australienii haplogrupul N reapare ca linia mai frecventă. Această distribuție discontinuă a haplogroupului N din Europa până în Australia pot fi explicată prin efectul de fondator și prin reducerea efectivului populației. 

## Ipoteze alternative
Ipoteza multiregională, propusă inițial de Milford Wolpoff, susține că evoluția speciei umane din Homo erectus de la începutul Pleistocenului, acum 1,8 milioane de ani în urmă, și până în prezent s-a realizat în cadrul unei populații unice, cu răspândire mondială continuă. Susținătorii teoriei originii multiregionale resping ipoteza unei bariere reproductive între populațiile arhaice de Homo din Eurasia și Africa și aduc ca argumente unele fosile și dovezi genetice. Un studiu recent a sugerat că aproximativ 5% din fondul genetic al omului modern ar putea avea ca origine încrucișări între omul de Neanderthal și omul modern ce trăia în Europa.[D]
Un studiu recent a descoperit o mandibulă fosilizată, veche de aproximativ 110.000 de ani, ce se presupune că ar fi aparținut unui hibrid între Homo sapiens și un hominid arhaic, și care a fost considerată ca o provocare la adresa recentei ipoteza Out-of-Africa. Unii cercetători pun însă la îndoială faptul că această fosilă ar aparține unui Homo sapiens hibrid.